# Beltain Schmid
Beltain Schmid (ur. 30 września 1994) – włoski kolarz górski, złoty medalista mistrzostw świata.

## Kariera
Największy sukces w karierze Beltain Schmid osiągnął w 2012 roku, kiedy reprezentacja Włoch w składzie: Marco Aurelio Fontana, Beltain Schmid, Eva Lechner i Luca Braidot zdobyła złoty medal w sztafecie cross-country podczas mistrzostw świata w Leogang. Na tych samych mistrzostwach zajął także dziewiąte miejsce w rywalizacji juniorów. Ponadto w 2012 roku został indywidualnym mistrzem Włoch juniorów w cross-country. Jak dotąd nie brał udziału w igrzyskach olimpijskich.